# Hattenbach

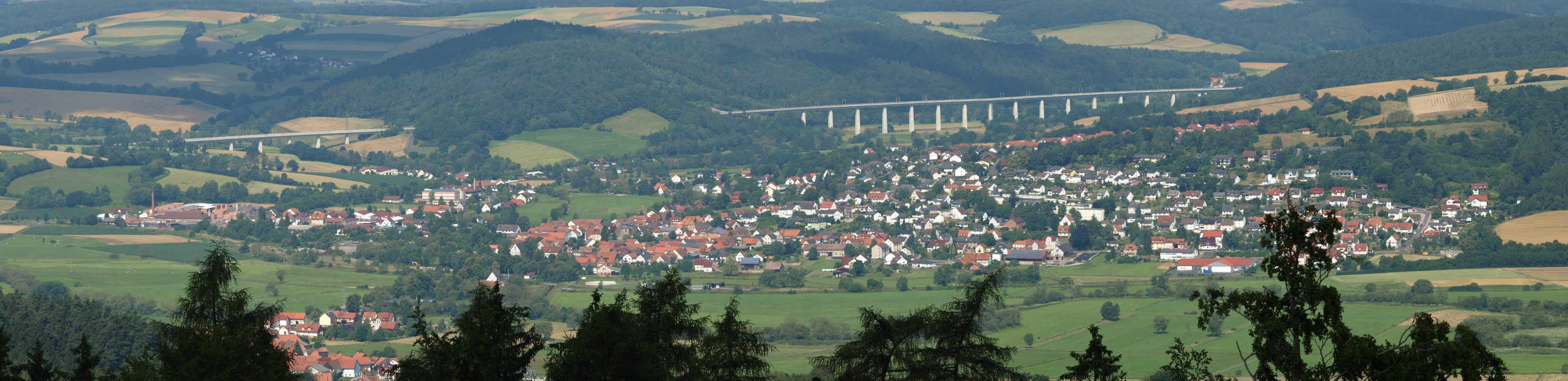
Am oberen Bildrand die Hattenbach-Talbrücke der ICE-Strecke

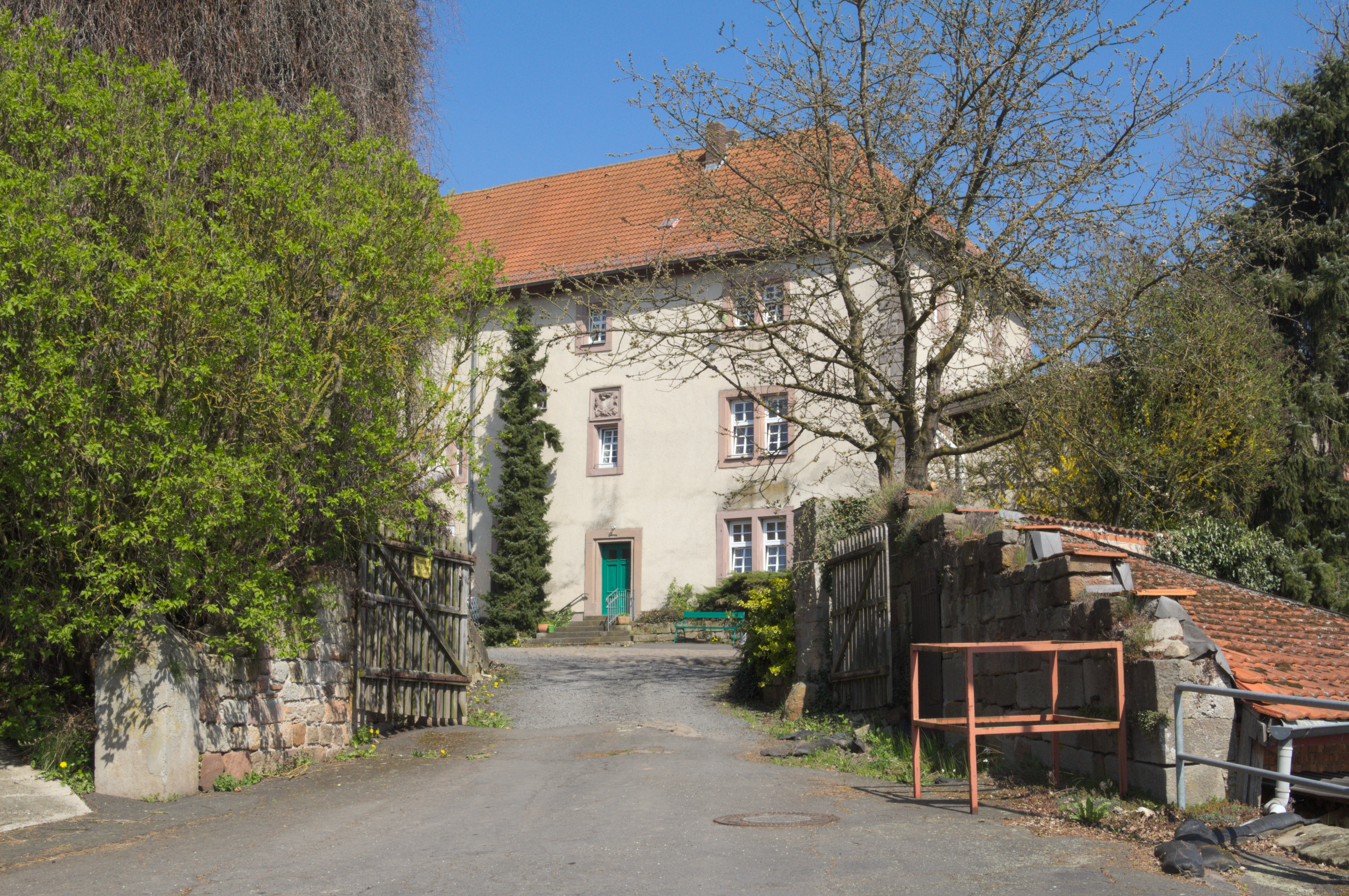
Schloss Hattenbach

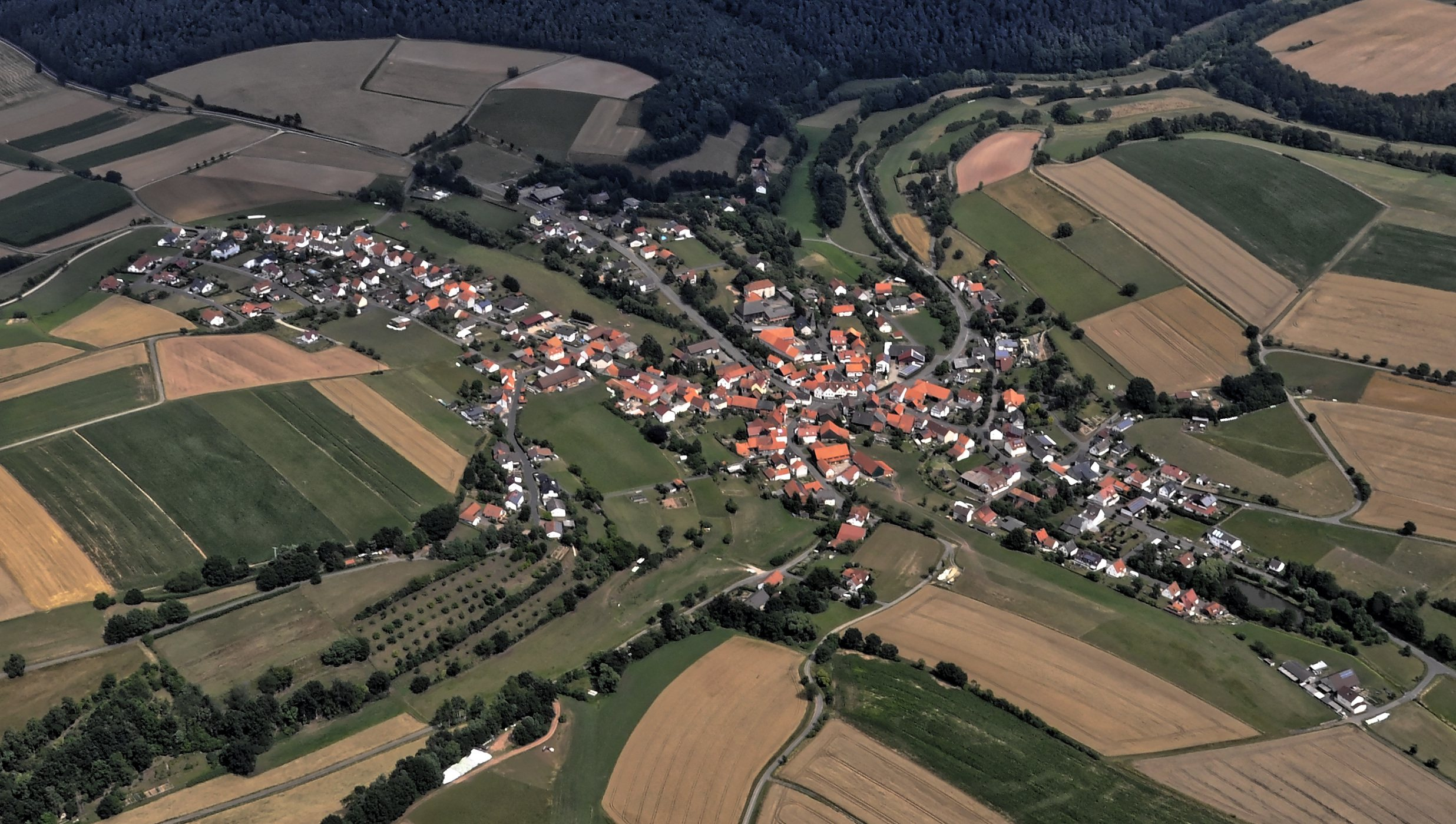
Aus der Luft gesehen

Hattenbach ist ein Ortsteil der Marktgemeinde Niederaula im osthessischen Landkreis Hersfeld-Rotenburg. Er liegt in der Region Waldhessen am gleichnamigen Bach Hattenbach.

## Geografie
Westlich von Hattenbach treffen sich die Bundesautobahn 7 und die Bundesautobahn 5 am Hattenbacher Dreieck. Am Ort vorbei führt die Schnellfahrstrecke Hannover–Würzburg. Die Hattenbach-Talbrücke im Zuge dieser Bahnstrecke ist 308 m lang.

## Geschichte
Archäologische Funde lassen auf eine Besiedlung in der Jungsteinzeit schließen.
Erstmals schriftlich erwähnt wird der Ort in einer Urkunde vom 17. Dezember 1234. In ihr wird ein Zeuge aus „Haddenbach“ genannt. Bis 1803 hatte das Dorf als selbstständiges Amt eine eigene Gerichtsbarkeit. Als es danach zum Amt Niederaula kam, verlor es dieses Privileg. 1766 wohnten bereits 381 Menschen in Hattenbach.
1235 wird in Hattenbach ein erstes Adelsgeschlecht derer von Hattenbach erwähnt. Es erlosch 1626. Danach folgte bis 1654 als landgräfliche Lehensinhaber des Orts die Familie von Peterswald. Das Lehen fiel 1651 an die hessischen Landgrafen zurück, und Ernst Reinhard, ein nichtehelicher, im Jahre 1617 postum geborener Sohn des landgräflichen Erbprinzen Otto, wurde 1654 mit dem Ort belehnt. Er nannte sich danach Ernst von Hattenbach und begründete damit ein zweites Adelsgeschlecht derer von Hattenbach. Um 1672 ließ er auf den Resten der ehemaligen Burg ein Schloss erbauen, das 1713–1715 von seinem Sohn Carl noch einmal erweitert wurde und auch eine Orangerie erhielt. Das zweite Adelsgeschlecht erlosch 1786.
Bis um 1840 wechselten die Besitzer des Schlosses mehrfach, dann erwarb es Eduard von Biedenfeld. Dessen Witwe veräußerte Gut und Schloss Hattenbach am 25. September 1854 an den hessischen Staatsminister a. D. Georg Ferdinand von Lepel (1779–1873). Auf dessen Sohn Carl (1821–1901) folgte sein Sohn Emil, der 1892 an seinen Schwager Robert Patry verkaufte. Dessen Familie ist bis heute im Besitz des Schlossgutes.

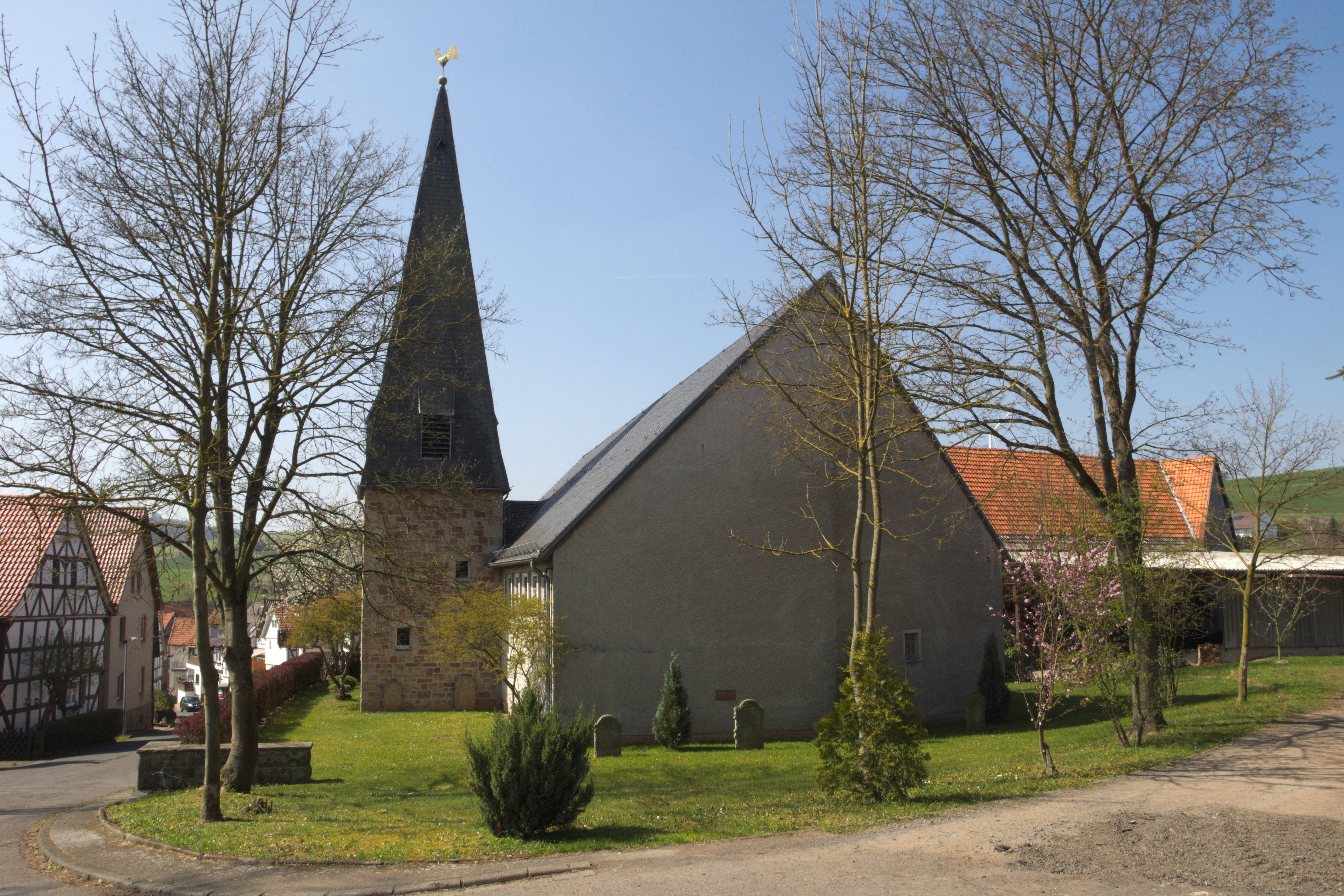
Evangelische Kirche in Hattenbach

1968 wurde die evangelische Kirche neu erbaut; der Ort gehört zur evangelischen Kirchengemeinde Niederjossa-Hattenbach. Der Schulbetrieb wurde 1971 eingestellt, und 1988 erhielt der Ort ein neues Dorfgemeinschaftshaus.
Zum 31. Dezember 1971 wurde die bis dahin selbständige Gemeinde Hattenbach im Zuge der Gebietsreform in Hessen auf freiwilliger Basis in die Gemeinde Niederaula eingegliedert. Für den Ortsteil Hattenbach wurde ein Ortsbezirk mit Ortsbeirat und Ortsvorsteher nach der Hessischen Gemeindeordnung eingerichtet.
Das Dorf war am 22. August 1977 gegen 15.00 Uhr von einem Dammbruch der Staumauer des Ibrasees betroffen. Die Straßenverbindungen von Hattenbach nach Niederaula und in Richtung Kirchheim in Kleba waren unterbrochen. Der Hochwasser-Stauinhalt von 500.000 m³ Wasser ergoss sich in einer bis zu drei Meter hohen Flutwelle durch das Aulatal in Richtung Fuldatal.
Hattenbach wird in dem Dokumentarfilm The Nuclear Battlefield 1981 als Ground Zero eines zukünftigen Atomkriegs gezeigt, basierend auf realen Planungen zur Verteidigung des Fulda Gap.

## Politik
Für den Ortsteil Hattenbach besteht ein Ortsbezirk (Gebiete der ehemaligen Gemeinde Hattenbach) mit Ortsbeirat und Ortsvorsteher nach der Hessischen Gemeindeordnung. Der Ortsbeirat besteht aus fünf Mitgliedern. Nach den Kommunalwahlen in Hessen 2021 gesteht der Ortsbeirat aus fünf fraktionslosen Mitgliedern. Diese wählten Hans-Dieter Arndt zum Ortsvorsteher.

## Bauwerke
Für die unter Denkmalschutz stehenden Kulturdenkmale des Ortes siehe die Liste der Kulturdenkmäler in Hattenbach.

## Söhne und Töchter des Orts
- George Pfaff (1811–1882), Bürgermeister und Mitglied des kurhessischen Kommunallandtages
- Justus Friedrich Pfaff (1822–1856), Gutsbesitzer und Mitglied des kurhessischen Landtags
- Karl Patry (1898–1958), Landwirtschaftsfunktionär, Politiker (NSDAP), SS-Brigadeführer